# Sigurd Holter
Sigurd Holter (ur. 19 listopada 1886 w Halden, zm. 1 sierpnia 1963 w Oslo) – norweski żeglarz, olimpijczyk, zdobywca złotego medalu w regatach na Letnich Igrzyskach Olimpijskich w 1920 roku w Antwerpii.
Na Letnich Igrzyskach Olimpijskich 1920 zdobył złoto w żeglarskiej klasie 10 metrów (formuła 1907). Załogę jachtu Eleda tworzyli również Erik Herseth, Ole Sørensen, Peter Jamvold, Gunnar Jamvold, Claus Juell i Ingar Nielsen.